# 顧客維持
" 顧客維持 " (英: customer retention)とは、特定の期間にわたって顧客を維持する企業または製品の能力を指す。日本語では通常は顧客の囲い込み（こきゃくのかこいこみ）と言う。
高い顧客維持率とは、製品や事業の顧客が、別の製品や事業に取られずに、全く使われなくなることもなく、購入を続けることを意味する。販売組織は通常、顧客の離反を減らす努力をする。顧客維持は、組織が顧客と最初に接触する時から始まり、関係の生涯を通じて継続する。顧客維持の成功には、ライフサイクル全体の考慮が不可欠である。新規顧客を引き付けて維持する企業の能力は、製品やサービスの能力だけでなく、既存の顧客にサービスを提供する方法、ソリューションを利用した結果として顧客が実際に認識する価値、およびその中で生み出す、市場での評判にも関係している。
顧客維持を成功させるには、顧客が期待するものを提供するだけでは不十分である。ブランドの忠実な支持者を生み出すことは、顧客の期待を超えることを意味するかもしれない。顧客ロイヤルティを生み出すことは、「利益と株主価値を最大化するのではなく、顧客価値をビジネス戦略の中心に置く」ことである。 競争の激しい環境での主な差別化は、多くの場合、一貫して高水準のカスタマーサービスを提供することである。さらに、カスタマーサクセスの新たな世界では、保持が主要な目的である。 
顧客維持は収益性に直接影響する。 JohnFlemingとJimAsplundの調査によると、エンゲージメントのある顧客は通常の顧客の1.7倍の収益を生み出し、エンゲージメントのある従業員とエンゲージメントのある顧客は通常の3.4倍の収益を上げている。

## 測定
顧客維持の測定では、行動意図と実際の顧客行動を区別する必要がある。顧客維持の指標としての行動意図の使用は、意図が将来の行動の強力な予測因子であり、ブランドまたは企業に対してより強い買戻しの意図を表明する顧客もより強い対応する行動を示すという前提に基づいている。顧客の買戻しと維持の行動は、マーケティング分野で発表されたいくつかの受賞歴のある記事に列挙されているさまざまな方法で測定できる。顧客の買戻しの意図と実際の買戻し行動を測定するためのさまざまな指標も含むさまざまな研究は、Keininghamと同僚（2007）、  GuptaとZeithaml（2006）、  、MorganとMorganなどの一連のレビューペーパーにまとめられている。レゴ（2006）。 これらの研究は、以下の一般的な結論を示している。
1. 顧客満足度は、顧客の買戻しの意図と買戻し行動の両方の強力な予測因子である。
2. 買戻しの意図は統計的に有意であり、買戻し行動と積極的に関連している。人々の買戻しの意図が高まるにつれて、実際にブランドを買戻す可能性も高まる。ただし、関連性の大きさは、肯定的ではあるが、中程度から弱いものである。これは、意図と行動が、顧客維持を測定するための互換性のある構成要素ではないことを示唆している。
3. 異なる保持メトリック間の関連付けは、必ずしも単純ではない。これは、（a）収穫逓減を示す非線形、（b）顧客セグメントごとに異なる）、業界の種類によっても異なる。
4. 顧客維持は、会計と株式市場の両方の指標を使用して、企業の経済的成功の強力な予測因子である。ブラジルの銀行の調査によると、顧客を効率的に満足させ、維持することに長けた銀行の支店は、どちらか一方を行ったが両方を行っていない銀行の支店よりも収益性が高かった。 [5]

測定に関しては、意図測定は通常、顧客調査に埋め込まれたスケール項目を使用して取得できる。保持行動は、顧客が会社の商品またはサービスを購入する量（金額および金銭的価値）および頻度の会計測定などの二次データを使用して測定する必要がある。これには、分析に必要となる可能性のあるすべての関連指標を収集できる強力な顧客情報管理部門が必要である。典型的な企業では、これらは経理、販売、マーケティング、財務、ロジスティクス、その他の顧客調査などのさまざまな部門から来ている可能性がある。

## 先行とドライバー
顧客維持は、以下に説明するように、いくつかの異なる前提条件の結果である結果である。
1. 顧客満足度：調査によると、顧客満足度はさまざまな業界で顧客維持の直接的な推進力である。いくつかの1回限りの調査による主張にもかかわらず、証拠の大部分は明確である。顧客満足度と顧客維持の間には正の関連性がある。ただし、関連性の大きさは、顧客などのさまざまな要因によって異なる。製品、および業界の特性。一部の企業や個人は、顧客満足度を評価するための数学的モデルを作成している。 [6]
2. 顧客の感動：一部の学者は、今日の競争の激しい世界では、単に顧客を満足させるだけでは不十分であると主張している。企業は非常に強力なサービスを提供することで顧客を喜ばせる必要がある。会社にとどまり、全体的な顧客維持を改善する可能性が高いのは、喜んでいる顧客である。 [7]最近では、顧客の喜びは、実用的な製品やサービスよりも快楽的な商品やサービスに強く適用できる可能性があると主張されている。[要出典][要出典][要出典]
3. 顧客の切り替えコスト：Burnham、Frels、およびMahajan [8] （2003、p。 110）切り替えコストを、「顧客が1つのプロバイダーから別のプロバイダーに切り替えるプロセスに関連する1回限りのコスト」と定義します。顧客は通常、次の3種類の切り替えコストに遭遇する。（1）財務切り替えコスト（たとえば、契約を解除するための料金、ポイントの喪失）。 （2）手続き型の切り替えコスト（新しいブランド/プロバイダーを見つけ、採用し、使用する際の時間、労力、および不確実性）。 （3）関係の切り替えコスト（個人的な関係およびブランドと従業員との識別）。最近のメタアナリシスでは、133,000を超える顧客からの233の影響を調査し、3種類の切り替えコストすべてが顧客維持を向上させたことがわかった。ただし、リレーショナル切り替えコストは、顧客の買戻しの意図と行動に最も強く関連している。
4. 顧客関係管理：社会的および関係的側面、特にサービスに組み込まれている側面を認識し、企業は顧客関係の管理に焦点を当てることで定着率を高めることができると主張されてきました。関係管理は、企業が顧客ベースの管理にトランザクションの観点ではなく、より長期的な観点をとることができる場合に発生します。ただし、すべての長期顧客が利益を上げているわけではなく、維持する価値がある。場合によっては、短期間の取引顧客が会社にとってより収益性が高いことがある。 [9]そのため、企業は不採算の顧客を管理するためのフレームワークを戦略的に開発する必要があるかもしれない。

## 顧客生涯価値
顧客生涯価値により、組織は、特定の期間に組織が顧客に対して実現する利益の正味現在価値を計算できる。保持率は、キャンセルを求めてアプローチした顧客との関連で保持されている顧客の総数のパーセンテージである。

## カスタマーサービスの標準化
公開されている標準は、組織が顧客の寿命を延ばすためにプロセス主導の顧客満足とカスタマーサクセスを提供するのに役立つために存在する。 International Customer Service Institute （TICSI）は、International Standard for Service Excellence（TISSE 2012）をリリースしました。 TISSE 2012を使用すると、組織は顧客サービスの管理において卓越性を提供することに注意を集中できると同時に、サードパーティの認証スキームを通じて成功を認めることができる。 TISSE 2012は、サービス品質モデルを通じて組織を支援することにより、顧客満足度の向上を実現することに組織の注意を集中させる。 TISSEサービス品質モデルは、5つのP（ポリシー、プロセス、人、施設、製品/サービス、およびパフォーマンス測定）を使用する。顧客サービス標準の実装は、改善された顧客サービス慣行、基礎となる運用手順、そして最終的にはより高いレベルの顧客満足につながり、それが顧客ロイヤルティと顧客維持を向上させる。 